# Processo Enimont

Sergio Cusani imputato nel processo Enimont con il suo avvocato Giuliano Spazzali

Per processo Enimont s'intende il principale processo giudiziario della stagione di Mani pulite, svoltosi a Milano tra il 1993 e il 2000, che vide coinvolti i maggiori esponenti politici della Prima Repubblica accusati, insieme ad alcuni imprenditori (tra cui molti del gruppo Ferruzzi, padrone della Montedison), di aver versato e aver intascato una maxi-tangente di circa 150 miliardi di lire: soldi utilizzati per finanziare i partiti in maniera illegale (il cosiddetto finanziamento illecito). Si scoprì che buona parte di quei soldi (circa 2/3) passò per conti detenuti presso l'Istituto per le Opere di Religione, versati sotto forma di titoli di Stato.

## Il reato
Le tangenti vennero pagate dal finanziere Raul Gardini perché si arrivasse alla conclusione di un accordo che non andava in porto, l'affare Enimont (fusione dei due poli della chimica, l'EniChem, a controllo statale, e la Montedison, privata), attraverso l'intermediario Sergio Cusani, dirigente del gruppo Ferruzzi (azionista di maggioranza della Montedison). La "tangente" passò per buona parte (circa 2/3, pari a 90 miliardi di lire), sotto forma di titoli di Stato (in gran parte CCT), attraverso conti speciali detenuti presso lo IOR (che garantiva le giuste coperture per la sua natura off shore), avendo come destinatari personaggi di rilievo della politica, o legati a tale personaggi indirettamente, come nel caso di Giulio Andreotti (che si è scoperto dopo il processo detenere un conto attraverso prestanome nella banca vaticana, intestato a "Fondazione Cardinale Francis Spellman") e Arnaldo Forlani (anche attraverso il suo cassiere Severino Citaristi), al PSI di Bettino Craxi (con l'intermediazione di Mauro Giallombardo). Va precisato tuttavia che la figura di Andreotti rimase sempre estranea al processo.

Antonio Di Pietro durante la testimonianza di Bettino Craxi (1993)

Il numero di politici, ministri, partiti (quasi tutti quelli dell'arco parlamentare, compreso il PCI e la Lega Nord), intermediari, membri del CDA dell'ENI coinvolti fu molto numeroso. La gestione del passaggio di denaro venne affidata direttamente all'allora direttore de facto dello IOR, Monsignor Donato De Bonis (che si occupò di trasformare gran parte dei titoli in denaro liquido da stornare su banche estere, utilizzato come provvigione ai politici), e a diversi intermediari tra cui Carlo Sama (appartenente al gruppo Ferruzzi), il costruttore Domenico Bonifaci (che ricavò la gigantesca plusvalenza trasformata poi in titoli di stato che servì per le tangenti), Sergio Cusani (consulente Montedison) e il piduista Luigi Bisignani. In una lettera del direttore dello IOR Sergio Caloia (dopo la sostituzione di De Bonis) al cardinal Sodano si legge:
(Gianluigi Nuzzi, Vaticano Spa, Chiarelettere, Milano 2012, p. 93)
Le chiamate in correità che alimentarono le indagini vennero, una volta venuta alla luce la trama, dai dirigenti di Montedison Carlo Sama e Giuseppe Garofano.
Tra gli imputati figuravano noti esponenti politici, come Renato Altissimo (segretario del PLI ed ex ministro della Sanità), Umberto Bossi, leader della Lega Nord, Bettino Craxi (segretario del PSI e presidente del Consiglio dal 1983 al 1987), Gianni De Michelis (ministro degli esteri dal 1989 al 1992), Arnaldo Forlani (segretario della DC e presidente del Consiglio tra il 1980 e il 1981), Giorgio La Malfa, segretario del PRI, Claudio Martelli (vicesegretario del PSI e ministro della Giustizia tra il 1991 e il 1993), Carlo Vizzini, segretario del PSDI. Personaggi dell'opposizione come Bossi e Alessandro Patelli, tesoriere della Lega Nord, e Primo Greganti del PDS erano ugualmente imputati.
(Bettino Craxi, deposizione al processo Cusani-Enimont, 17 dicembre 1993)
Cusani fu l'unico tra gli imputati a chiedere e ottenere la procedura di rito immediato, e perciò il suo procedimento venne stralciato dal troncone principale. Tutti i politici che saranno poi imputati nel Processo Enimont, vennero già ascoltati in questa fase in quanto imputati in reato connesso. 

Il processo Cusani ebbe un grosso effetto mediatico, tanto da essere trasmesso in TV sulle reti Rai, dando molta popolarità a uno degli accusatori, il sostituto procuratore Antonio Di Pietro, che durante le udienze utilizzò strumenti informatici (ai tempi una scelta innovativa nei processi italiani) e si distinse per l'impiego di una retorica ricca di espressività che lo caratterizzò come personaggio pubblico anche nel suo successivo impegno politico.
Assai meno seguito - anche perché svoltosi in buona parte durante la Seconda Repubblica e costellato da tecniche dilatorie degli imputati, pochi dei quali accettarono di comparire in aula - fu il troncone principale del processo Enimont, dal quale derivarono le condanne per i restanti imputati.

## Sentenze

### Sentenza di primo grado
La sentenza di primo grado venne emessa il 28 aprile 1994 (per Sergio Cusani) ed il 27 ottobre 1995 con le seguenti condanne;
- Sergio Cusani (Montedison): 8 anni.
- Giuseppe Garofano (ex presidente Enimont): 4 anni e 8 mesi.
- Carlo Sama (ex amministratore delegato Enimont): 4 anni e 8 mesi.
- Bettino Craxi (ex. Segr. politico PSI): 4 anni.
- Mauro Giallombardo (ex. Segr. amministr. PSI): 3 anni e 6 mesi.
- Luigi Bisignani (intermediario del pagamento): 3 anni e 4 mesi.
- Severino Citaristi (ex. Segr. amministr. DC): 3 anni.
- Arnaldo Forlani (ex. Segr. politico DC): 2 anni e 4 mesi.
- Paolo Cirino Pomicino (DC): 2 anni e 6 mesi.
- Romano Venturi (ex dirig. Montedison): 1 anno e 10 mesi.
- Alberto Grotti (ex vicepres. Eni): 1 anno e 4 mesi.
- Claudio Martelli (PSI): 1 anno.
- Renato Altissimo (ex segretario PLI): 8 mesi.
- Umberto Bossi (Leader Lega Lombarda): 8 mesi.
- Alessandro Patelli (ex segr. ammin. Lega Lombarda): 8 mesi.
- Paolo Pillitteri (PSI): 7 mesi.
- Gianni De Michelis (PSI): 6 mesi.
- Giorgio La Malfa (ex segretario PRI): 6 mesi.
- Egidio Sterpa (ex deputato PLI): 6 mesi.
- Michele Viscardi (DC): 6 mesi.
- Michele D'Adamo: 4 mesi (sentenza per cui è intervenuta riabilitazione).
- Filippo Fiandrotti (PSI): 4 mesi.
- Giorgio Casadei: 4 mesi.

Il 21 febbraio 1996 venne emessa la sentenza riguardo alla posizione di Carlo Vizzini (PSDI), che venne condannato a 10 mesi.

### Sentenza d'appello
La sentenza d'appello del processo Enimont venne emessa il 7 giugno 1997, con le seguenti condanne:
- Sergio Cusani (Montedison): 6 anni.
- Severino Citaristi: 3 anni.
- Arnaldo Forlani: 2 anni e 4 mesi.
- Romano Venturi: 1 anno e 10 mesi.
- Paolo Cirino Pomicino: 1 anno e 8 mesi.
- Alberto Grotti: 1 anno e 4 mesi.
- Renato Altissimo: 8 mesi.
- Umberto Bossi: 8 mesi.
- Alessandro Patelli: 8 mesi.
- Gianni De Michelis: 6 mesi.
- Giorgio La Malfa: 6 mesi e 20 giorni.
- Michele Viscardi: 6 mesi e 20 giorni.
- Egidio Sterpa: 6 mesi.
- Filippo Fiandrotti: 4 mesi.
- Paolo Pillitteri: assolto[14]

Accolti i seguenti patteggiamenti tra la Procura e gli imputati:
- Luigi Bisignani: 2 anni e 6 mesi.
- Giuseppe Garofano: 3 anni e 2 mesi.
- Carlo Sama: 3 anni e 2 mesi.
- Mauro Giallombardo: 2 anni e 2 mesi.

Il 12 luglio vennero condannati Bettino Craxi (4 anni), Claudio Martelli (1 anno), Michele D'Adamo (6 mesi) e Michele Viscardi (4 mesi). La posizione di Carlo Vizzini venne archiviata per prescrizione del reato.

### Sentenza di Cassazione
Il primo verdetto della Cassazione arrivò il 21 gennaio 1998, condannando in via definitiva Sergio Cusani a 5 anni e 10 mesi.
Il 13 giugno arrivarono le altre condanne definitive:
- Arnaldo Forlani: 2 anni e 4 mesi
- Severino Citaristi: 3 anni
- Giuseppe Garofano: 3 anni
- Carlo Sama: 3 anni
- Luigi Bisignani: 2 anni e 6 mesi
- Romano Venturi: 1 anno e 8 mesi
- Alberto Grotti: 1 anno e 4 mesi
- Renato Altissimo: 8 mesi
- Umberto Bossi: 8 mesi
- Alessandro Patelli: 8 mesi
- Giorgio La Malfa: 6 mesi e 20 giorni
- Egidio Sterpa: 6 mesi

Il 10 luglio venne confermata la condanna di 1 anno e 8 mesi per Paolo Cirino Pomicino, mentre per Bettino Craxi e Claudio Martelli venne deciso che si doveva rifare il processo d'appello; Craxi venne condannato a 3 anni in 2º grado il 1º ottobre 1999 ma si ebbe l'estinzione del reato per decesso dell'imputato quando, in pendenza di pronuncia della Cassazione, il 19 gennaio 2000 Craxi morì in Tunisia. Per quanto riguarda la posizione di Martelli, il 21 marzo 2000 la Cassazione lo condannò definitivamente ad 8 mesi, confermando la sentenza d'appello.